# Casalincontrada
Casalincontrada är en ort och kommun i provinsen Chieti i regionen Abruzzo i Italien. Kommunen hade 3 022 invånare (2018).